# Понтињанело (Сијена)
Понтињанело је насеље у Италији у округу Сијена, региону Тоскана.
Према процени из 2011. у насељу је живело 55 становника. Насеље се налази на надморској висини од 321 м.